# Valor acrescentado bruto
Valor acrescentado bruto (VAB) é o resultado final da atividade produtiva no decurso de um período determinado. Resulta da diferença entre o valor da produção e o valor do consumo intermédio, originando excedentes.
Pode ser calculado de diversas formas
1-Utilizando o Plano Oficial de Contas (POC)
VAB = Vendas (POC 71)
+ Prestações de serviços (POC 72)
+ Proveitos suplementares (POC 73)
+ Trabalhos para a própria empresa (POC 75)
- Custo das mercadorias vendidas e das matérias consumidas (POC 61)
- Fornecimentos e serviços externos (POC 62)
- Outros custos e perdas operacionais (POC 65)
2-Utilizando o Sistema de Normalização Contabilística (SNC)
VAB = VBP - CI
VBP = vendas + prestação de serviços + variação nos inventários da produção + trabalhos para a própria entidade + rendimentos suplementares + subsídios à exploração
CI = Custo das mercadorias vendidas e das matérias consumidas + Fornecimentos e serviços externos + Impostos indiretos